# Hendrik Bakhuis Roozeboom

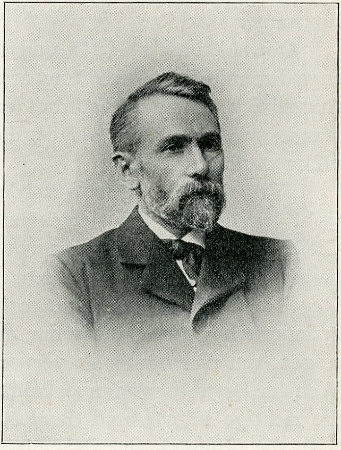
Hendrik Bakhuis Roozeboom.

Hendrik Willem Bakhuis Roozeboom, född 24 oktober 1854 i Alkmaar, död 8 februari 1907 i Amsterdam, var en nederländsk fysikalisk kemist. 
Roozeboom, som kom från enkla förhållanden, var 1874–1878 anställd i en kemisk fabrik, studerade i Leiden, blev 1878 assistent vid universitetslaboratoriet där samt 1890 lektor och 1896 professor i oorganisk och fysikalisk kemi vid Universiteit van Amsterdam. 
Roozebooms främsta livsgärning är att ha insett och klargjort den för den kemiska jämviktsläran ytterst stora betydelsen av Gibbs fasregel som vägledning för bedömandet av heterogena jämviktstillstånd. Genom många experimentella undersökningar, såsom över järnkloridens hydrat, jämvikt mellan svaveldioxid och vatten, ökade han alltifrån 1884 i betydande grad antalet studerade jämviktsfall. Teorin för så kallade smältdiagram utarbetades av Roozeboom. 
Stor uppmärksamhet väckte Roozebooms arbete Eisen und Stahl vom Standpunkte der Phasenlehre (i Wilhelm Ostwalds "Zeitschrift für physikalische Chemie", 1900), som visserligen innehåller ett felaktigt antagande beträffande järnkarbidens stabilitet, men som för metallografin varit av den största betydelse. 
Roozebooms skrifter är till mycket stor del publicerade i "Zeitschrift für physikalische Chemie" och i "Recueil de travaux chimiques des Pays-Bas". Särskilt utgivna är de monografiska arbetena Bedeutung der Phasenlehre (1900) och Die heterogenen Gleichgewichte vom Standpunkte der Phasenlehre (tre delar, 1901–1918).